# Iminy

Wzór ogólny iminy

Iminy – organiczne związki chemiczne zawierające ugrupowanie iminowe –C=N–. Powstają w wyniku kondensacji cząsteczki związku karbonylowego (aldehydu lub ketonu) z cząsteczką aminy pierwszorzędowej (RNH2) lub amoniaku.
Trwałe iminy z aromatycznymi lub sterycznie rozbudowanymi podstawnikami alkilowymi nazywa się zasadami Schiffa.
Aminy pierwszorzędowe reagując z aldehydami i ketonami tworzą iminy:
Reakcja polega na addycji nukleofilowej aminy, a następnie eliminacji cząsteczki wody. Katalizatory kwasowe ułatwiają zajście reakcji, ale zbyt duża ilość kwasu przeszkadza jej z powodu protonowania aminy.
W przypadku, gdy wyjściowy związek karbonylowy zawiera w cząsteczce atom wodoru α, w pierwszym etapie tworzy się najpierw enamina, która następnie ulega szybkiej tautomeryzacji do iminy:
Zjawisko tautomerii iminowo-enaminowej powoduje, że iminy zachowują się w wielu reakcjach tak, jakby były aminami, co powszechnie wykorzystuje się w syntezie organicznej. Innym zastosowaniem imin jest traktowanie ich jako wygodnej formy „transportowej” dla amin pierwszorzędowych, gdyż można je przeprowadzić w te aminy poprzez prostą redukcję, zaś same iminy są trwalsze i mniej reaktywne od amin pierwszorzędowych.

## Zasady Schiffa
Zasady Schiffa są związkami o wzorze ogólnym R1R2C=N-R3; gdzie R3 jest grupą arylową lub grupą alkilową.
Zasady Schiffa są najbardziej użytecznymi rodzajami imin. Otrzymuje się je w reakcji kondensacji pierwszorzędowych amin z aldehydami aromatycznymi. Są to związki o zabarwieniu żółtym, czerwonym lub pomarańczowym (grupa iminowa spełnia rolę chromoforu), na ogół łatwe do wyodrębnienia w stanie krystalicznym.
Zasady Schiffa służą do identyfikacji amin głównie aromatycznych oraz jonów wielu metali, z którymi tworzą charakterystycznie zabarwione związki kompleksowe, co jest wykorzystywane w analizie spektrofotometrycznej (spektrofotometria). Są też stosowane jako katalizatory polimeryzacji anionowej.
Przykładami zasad Schiffa są:
- o-salicylidenoaminofenol (SAPH),
- N,N-bis(salicylideno)-2,3-diaminobenzofuran (SABF).
- N-benzylidenoanilina (Ph–N=CH–Ph)
- rodopsyna

### Właściwości biologiczne zasad Schiffa
W literaturze chemicznej istnieje wiele doniesień na ten temat biologicznej aktywności zasad Schiffa, np. :
- udało się wykazać efektywną rolę niektórych zasad Schiffa jako środków przeciwzapalnych, a także inhibitorów lipooksygenazy (leki oxphaman i oxphalin)
- zasady Schiffa służą jako gabamimetyki (progabid)
- zasady Schiffa fenoli i naftoli wykazują właściwości antybakteryjne, np. zasady Schiffa kwasu p-aminosalicylowego (PAS) wykazują działanie przeciwgruźlicze
- zasady Schiffa gossypolu wykazują również szereg właściwości biologicznych (przeciwnowotworowe, antymalaryczne, przeciwbakteryjne), przy czym transformacja gossypolu w zasady Schiffa jest dogodną metodą obniżania toksyczności samego gossypolu